# Nanfang Zhoumo
Le Nanfang Zhoumo ou « Southern Weekend » (chinois : 南方周末 ; pinyin : nánfāng zhōumò) est un journal hebdomadaire chinois rattaché au quotidien Nanfang Ribao. Fondé en 1984, le journal est publié à Canton.
Le Nanfang Zhoumo est l'un des journaux les plus populaires de la république populaire de Chine. Il est décrit par le New York Times comme le « journal libéral le plus influent de Chine ». Son tirage est estimé en 2014 à 1,6 million d'exemplaires.
En 2001, le Nanfang Zhoumo publie une interview de Liao Yiwu à l'occasion de la parution en Chine d'une version « aseptisée et abrégée » de son livre, Zhongguo diceng fangtanlu (中国底层访谈录, traduit en France sous le titre La Chine d'en bas) ainsi qu'une critique du livre. Peu après, le Bureau de la propagande et l'Administration de la presse chinois bannissent le livre et lancent une enquête sur le journal. Plusieurs responsables du journal sont licenciés,.